# Guinter Kahn
Guinter Kahn (geboren 11. Mai 1934 in Trier; gestorben 17. September 2014 in Miami) war ein US-amerikanischer Mediziner und Erfinder eines Haarwuchsmittels auf der Basis von Minoxidil.

## Leben
Guinter Kahn emigrierte 1938 mit seinen Eltern vor der deutschen Judenverfolgung in die USA. Er studierte Medizin an der University of Nebraska in Omaha. Er diente als Arzt bei der US Army und war 1959/60 in der Bundesrepublik Deutschland stationiert. Er spezialisierte sich danach auf Dermatologie und arbeitete an der Medical School der University of Colorado in Denver.

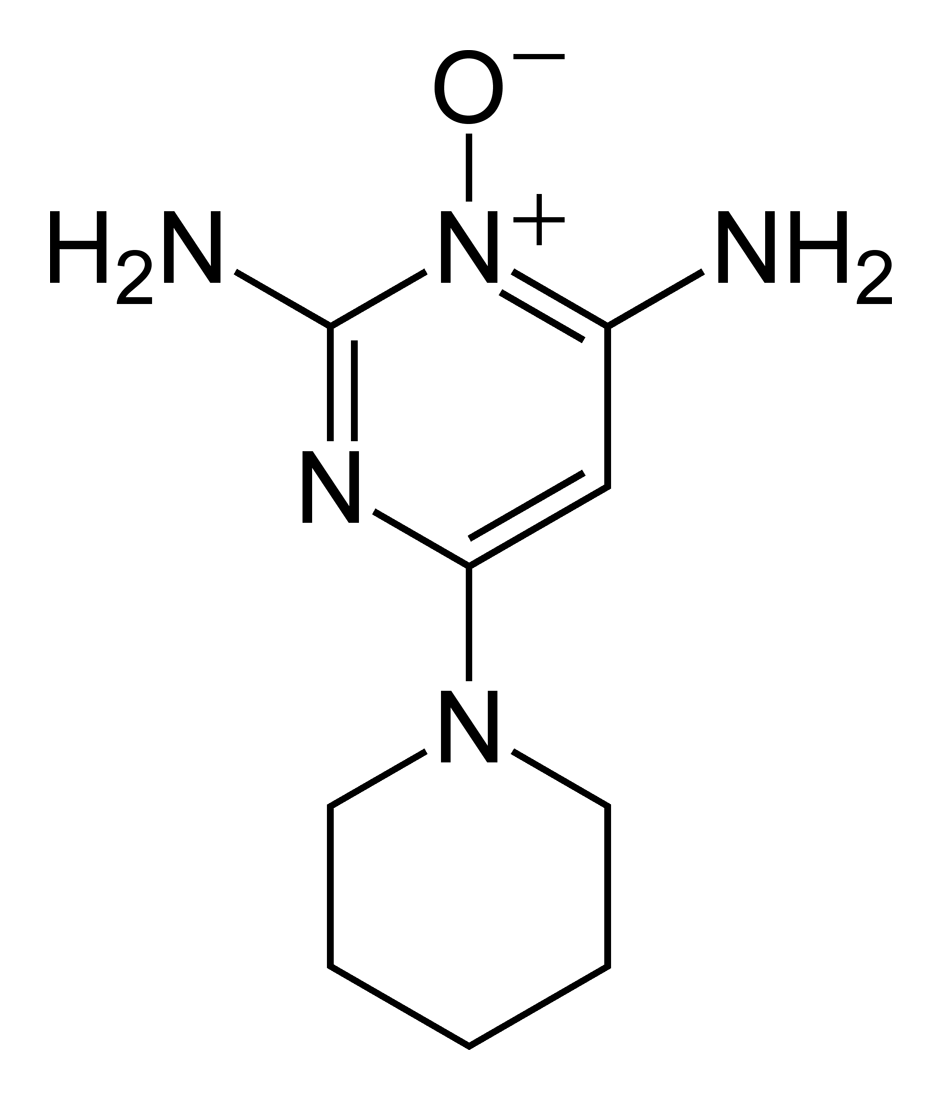
Strukturformel von Minoxidil

Ein vom Pharmaunternehmen Upjohn (heute zu Pfizer gehörig) in Denver durchgeführtes Forschungsprojekt zum Einsatz des 1963 entwickelten Minoxidil gegen Bluthochdruck hatte 1971 eine unerwünschte Behaarung bei einigen Probanden zur Folge. Kahn wurde hinzugezogen und er zog daraus den Umkehrschluss. Zusammen mit dem Arzt Paul Grant entwickelte er auf der Basis von Minoxidil eine Tinktur, die die Haarentwicklung gezielt beeinflussen konnte. Diese wurde unter dem Namen Rogaine bzw. Regaine von Upjohn produziert und vermarktet. Erst nach patentrechtlichen Auseinandersetzungen mit Upjohn, das 1977 das erste amerikanische Patent für ein Haarwuchsmittel erhielt, wurde Kahns Anteil an der Erfindung 1986 vom United States Patent and Trademark Office anerkannt. Der erfolgreiche Einsatz des Medikaments ist allerdings auf bestimmte Fälle beschränkt. Es erwies sich nicht als das von Kahn erhoffte Wundermittel, es wirkt laut Bericht in der Financial Times (2014) nur bei kontinuierlichem Einsatz und nur bei 26 % der Probanden. Seinen eigenen Haarausfall konnte Kahn nicht beeinflussen.
Kahn betrieb später eine private dermatologische Praxis in Miami. Er hielt in den USA und in Europa Vorträge über das Verhalten von Ärzten im Holocaust.

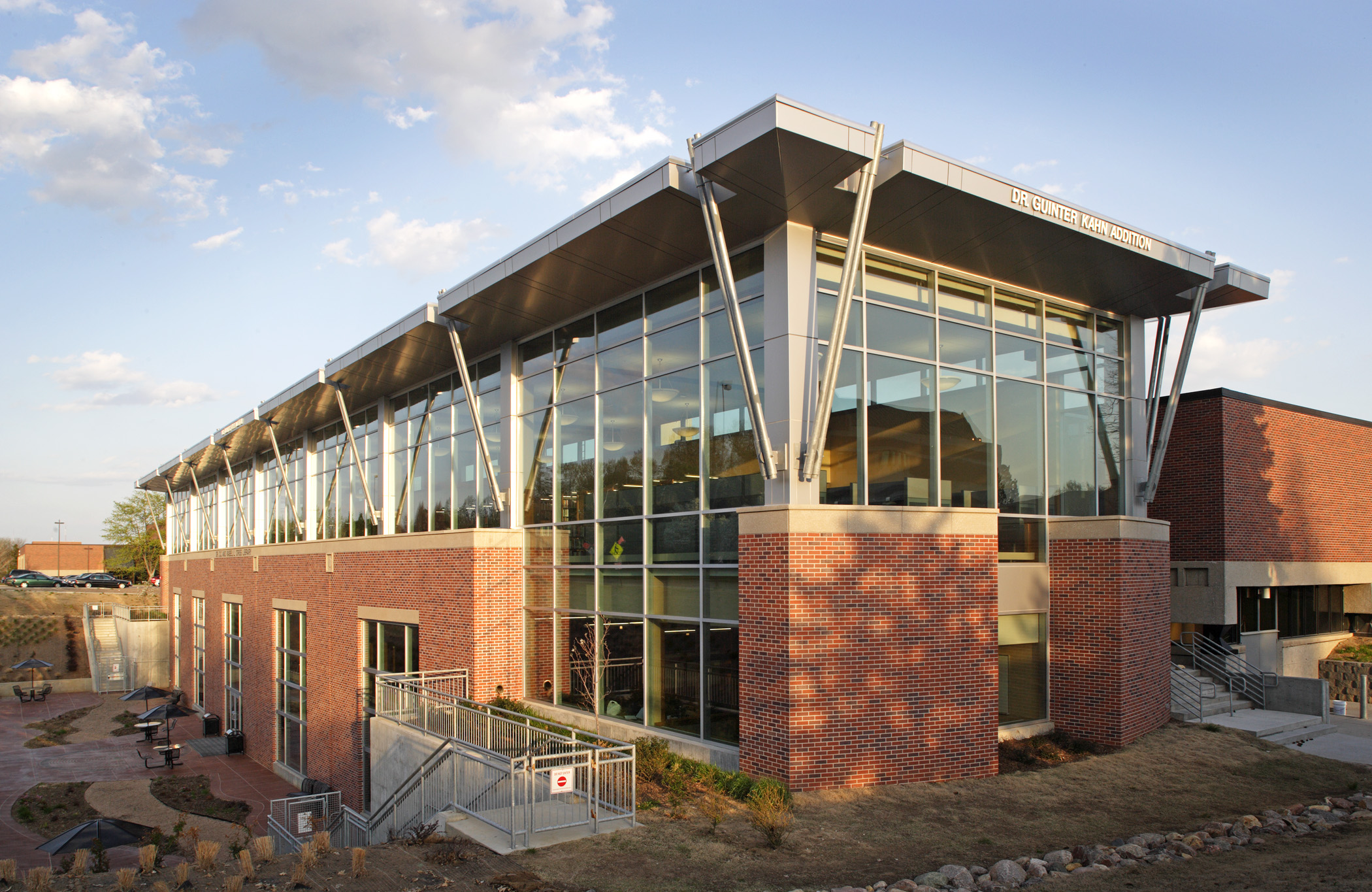
Dr Guinter Kahn Addition der Criss Library der University of Nebraska

Kahn stiftete der Criss Library der University of Nebraska Omaha einen Erweiterungsbau, der seinen Namen trägt.

## Schriften (Auswahl)
- Pediatric dermatology: pt. I. Medcom, New York 1973–1976.
- Pediatric dermatology: pt. II. Medcom, New York 1973–1976.
- Differential diagnosis of uncommon and unusual bacterial infections. Medcom, New York 1981.
- mit Gernot Rassner, Monika Knickenberg: Atlas of dermatology, with differential diagnoses. Urban & Schwarzenberg, Baltimore 1983.